# Pégeia
Pégeia är en ort i Cypern.   Den ligger i distriktet Eparchía Páfou, i den västra delen av landet, 100 km väster om huvudstaden Nicosia. Pégeia ligger 263 meter över havet och antalet invånare är 2 462. Den ligger på ön Cypern.
Terrängen runt Pégeia är kuperad åt nordost, men åt sydväst är den platt. Havet är nära Pégeia åt sydväst. Trakten runt Pégeia är ganska tätbefolkad, med 185 invånare per kvadratkilometer. Närmaste större samhälle är Pafos, 12,5 km söder om Pégeia. Trakten runt Pégeia består till största delen av jordbruksmark.